# Cueva de Karain
La cueva de Karain (en turco: Karain Mağarası) es una cueva natural  de Turquía y también una cueva prehistórica y sitio arqueológico del Paleolítico. Se encuentra en la localidad de Yağca, un pueblo localizado a 27 km al noroeste de la ciudad de Antalya, en la región del Mediterráneo.
Karain es una cueva prehistórica, situada a una altitud de unos 370 m sobre el nivel del mar y a unos 80 m por encima de la ladera, donde la  zona calcárea occidental, bordea la llanura de travertino. Hay evidencias de ocupación humana que data de principios de los años Paleolítico (150.000-200.000 años atrás).